# Giovanna Garzoni
Pour les articles homonymes, voir Garzoni.

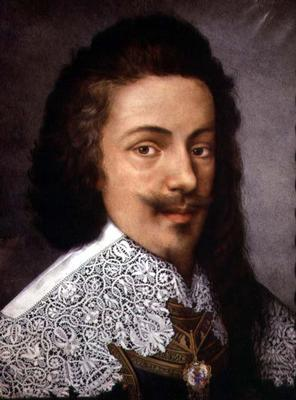
Portrait de Victor-Amédée Ier de Savoie

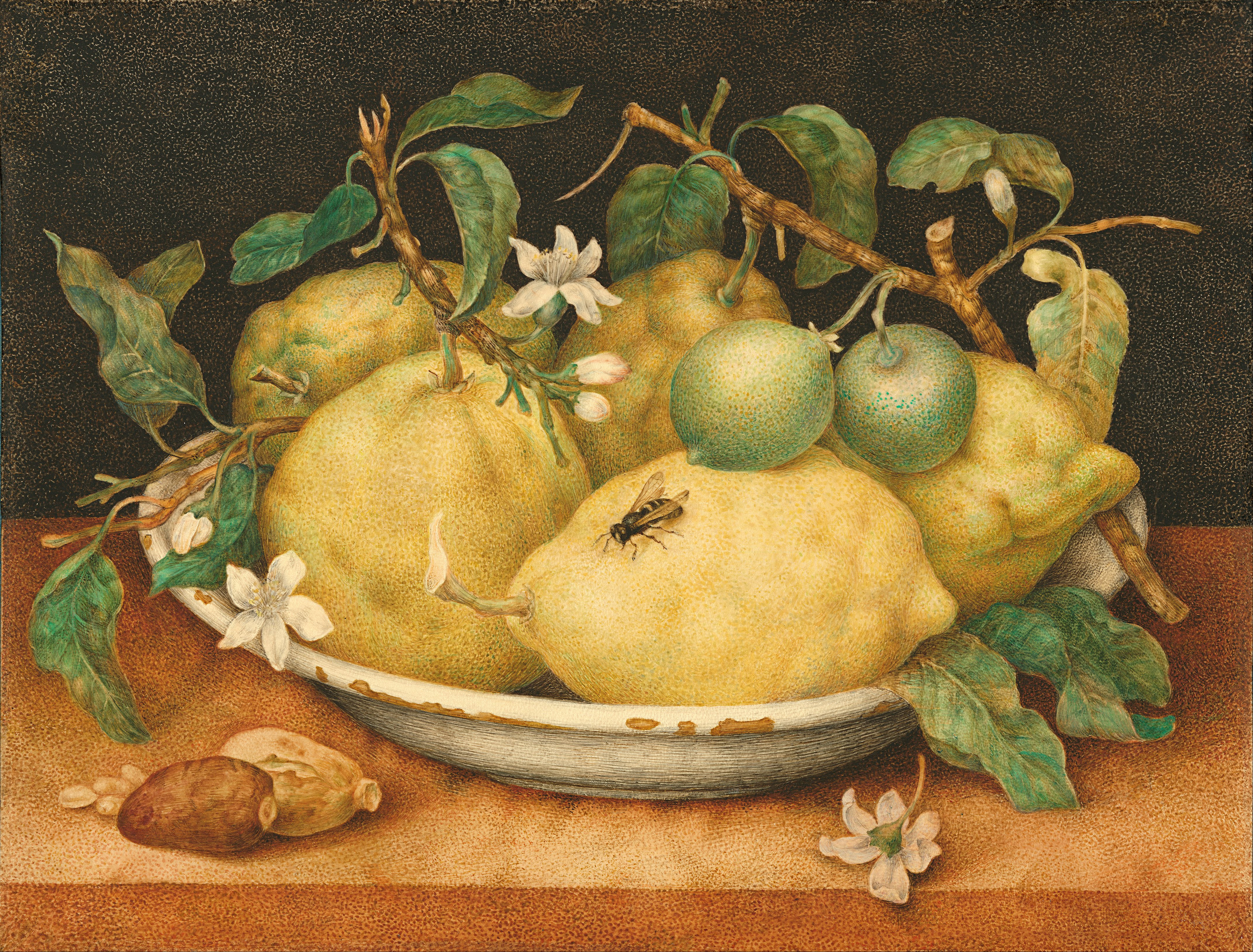
Nature morte avec bol de cédrats, tempera sur toile, (1640)

Giovanna Garzoni , née en 1600 à Ascoli Piceno, une ville des États pontificaux rattachée au XIXe siècle à la région des Marches et morte en 1670 à Rome, est une peintre italienne du XVIIe siècle appartenant à l'école napolitaine, spécialisée dans les natures mortes.

## Biographie
Giovanna Garzoni est une femme peintre italienne de l'époque baroque. Sa particularité en tant que peintre femme du XVIIe siècle est que ses thèmes sont principalement décoratifs (natures mortes de fruits, de légumes et de fleurs). Sa formation s'est faite auprès d'un peintre inconnu de sa ville natale d'Ascoli Piceno.
Après avoir séjourné à Venise de 1625 à 1630, elle a eu rapidement du succès et travailla pour les grandes cours d'Italie. À Rome, elle est en relation avec le cercle de Cassiano dal Pozzo et les Colonna, puis à Naples au service du vice-roi. À Turin, elle est au service de Victor-Amédée Ier de Savoie entre 1632 et 1637.
Elle a épousé le portraitiste vénitien Tiberio Tinelli, avec lequel le mariage aurait été tourmenté. Il se suicida en 1639.
Elle travaille à la cour grand-ducale de Florence de 1642 à 1651.
Il est probable qu'elle ait été influencée par les natures mortes de Giovanni Battista Ruoppolo à Naples, et par ses contemporains Jacopo Ligozzi, présent dans les collections grand-ducales, ou Fede Galizia, femme peintre également. Elle se consacra plus particulièrement à la nature morte, mais fut aussi l'auteur d'illustrations botaniques, de petits portraits, de copies de tableaux, privilégiant la technique de la détrempe sur parchemin et le petit format. Sa technique d'exécution par petites touches rapprochées est caractéristique.
Les Médicis, le grand-duc Ferdinand II et son épouse Vittoria della Rovere, son cousin le prince Laurent (1600-1648), et les cardinaux Carlo, Giovancarlo et Leopoldo, furent ses grands admirateurs, et les galeries florentines conservent un nombre considérable d'œuvres d'elle. Entre 1650 et 1670, elle exécuta vingt tableautins représentant des natures mortes pour Ferdinand II de Médicis destinés à la Villa di Poggio Imperiale. Deux sont aujourd'hui au Palais Pitti.
Elle retourna à Rome en 1650 où elle s'établit définitivement, tout en continuant d'entretenir des contacts avec les Médicis et d'envoyer ses œuvres.
En 1666, Garzoni lègua toute sa succession à l'association romaine de peinture Accademia di San Luca, à condition qu'elle construisît son tombeau dans l'église Santi Luca e Martina. Sa tombe monumentale, œuvre de Mattia de Rossi, est à la droite de l'entrée.

## Œuvres
- Nature morte avec bol de citrons, tempera sur toile, (1640)
- Portrait d'Amedeo Ier de Savoie
- Coupe chinoise avec figues, cerises et chardonneret, tempera sur carton, 26 × 37 cm, galerie Palatine, palais Pitti. Provient de la Villa di Poggio Imperiale[2]
- Plat de prunes avec jasmin et noix (1650-1570), tempera sur parchemin, 23 × 38 cm, galerie Palatine, palais Pitti, Florence. Provient de la Villa di Poggio Imperiale[2].